# Castell de Montornés (Benicàssim)
El Castell de Montornés, situat al terme municipal de Benicàssim a la Plana Alta és una fortalesa d'origen andalusì del segle x construïda sobre restes d'origen romà, que se situa sobre un cim escarpat a la serra del Desert de les Palmes, a 4 quilòmetres de la població i a una altura de 500 m, en una situació estratègica per a la defensa de la zona, dominant un gran espai marítim entre les desembocadures del Coves i del Millars.
La fortalesa forma un triangle amb la Torre de Sant Vicent i amb la cassoleta de Salandó, que probablement van tenir la funció de reforçar la defensa del castell.

## Història
Els terrenys sobre els quals se situa el castell van ser poblats des de l'edat del bronze, i posteriorment en l'època de les ocupacions romana i musulmana.
A finals del segle xi va pertànyer a Pere I, però amb la presència almoràvit i la mort del Cid el 1099 les possessions de Pere I es veuen seriosament amenaçades i fou conquerit pels almoràvits el 1103. Passà definitivament a dominis cristians el 1234. Va ser abandonat al segle xvii.
L'any 1242 va ser donat a Pere Sanz de Martell, notari Reial de Jaume I. Posteriorment va pertànyer successivament a Don Pedro Ximénez de Arenós, al monestir de Poblet, als Barberà, Tomàs, Centelles i Pogues. La família Casalduch el va comprar el 1516. El 8 de desembre de 1589 Violant de Casalduch atorgà la carta de població al Senyoriu de Montornés i Benicàssim a 10 pobladors. Poc després, el 9 de setembre de 1603, donà a poblar els llocs de Montornés i Benicàssim a 40 pobladors, en gran part agricultors de la zona.
Posteriorment el castell fou abandonat pels seus pobladors, que es van traslladar a zones més baixes i properes al conreus en temps de pau.

## Arquitectura
Es tracta d'un castell muntà de planta irregular, amb tres recintes emmurallats.
Compta amb dues torres, una d'elles de planta quadrangular que domina la vall de Miravet i els accessos al Desert de les Palmes, l'altra cilíndrica sobre el penya-segat situat a l'esquena del castell.
Del primer recinte només es conserven els llenços oriental i meridional de la muralla, amb algunes arrancades de torres, i del segon recinte només són visibles els fonaments de muralles i un aljub a l'interior.
El segon recinte es troba en la totalment derruït, restant únicament els fonaments d'una muralla, en la mateixa pedra calcària grisa del recinte extern.
Del recinte interior, el tercer i últim, situat al punt més alt, es conserven diversos llenços en angle disposats en angle recte corresponents als costats nord, llevant i sud, de pedra grisa calcària barrejada amb rodeno, la qual cosa fa suposar una forma quadrada amb funció de pati d'armes. Conserva l'arrancada d'una torreta de planta circular a l'angle sud-oest i alguna espitllera en bon estat. Hi ha un altre aljub, de menors dimensions que l'anterior.
En un monticle pròxim hi ha una segona torre de guaita de planta quadrada, i que servia de suport per a controlar l'accés per la zona del Desert de Les Palmes.